# Haliotis iris
Haliotis iris hay ốc Paua hoặc ốc Paua chân đen, là một loài ốc biển ăn được, là một động vật thân mềm chân bụng sống ở biển thuộc họ Bào ngư (Haliotidae). Chúng là loài đặc hữu của New Zealand, và là loài bào ngư lớn nhất tại đây.

## Đối với con người
Haliotis iris và hai loài khác trong chi Haliotis được biết đến dưới tên "paua" ở New Zealand và được dùng như một nguồn thức ăn.

## Hình ảnh

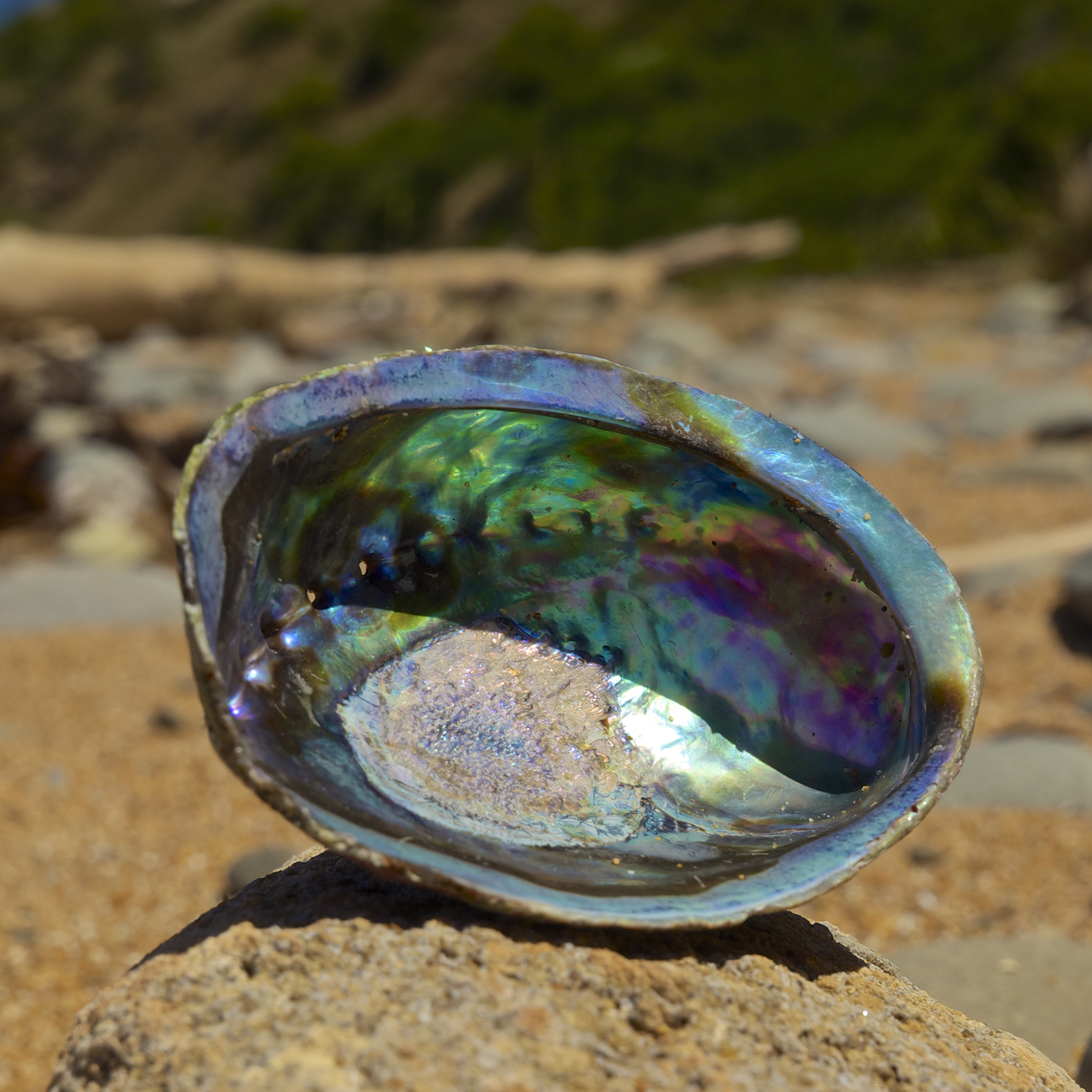
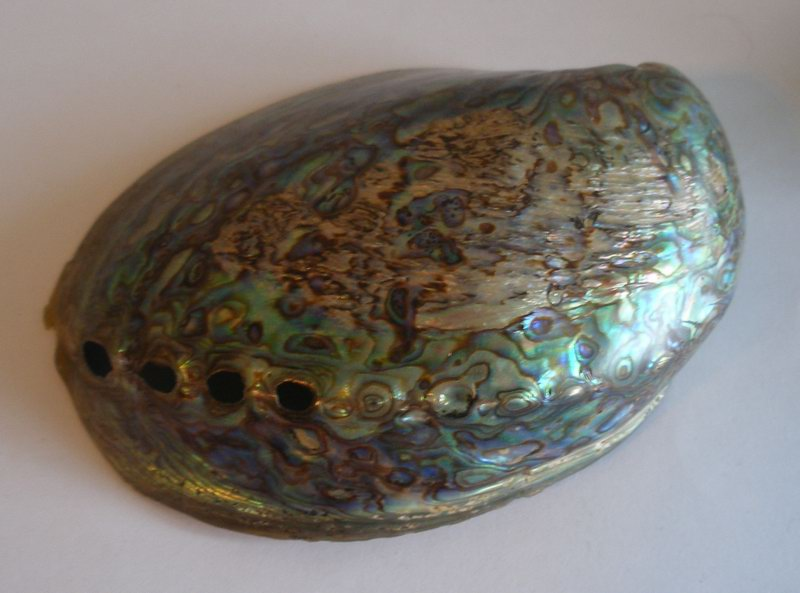
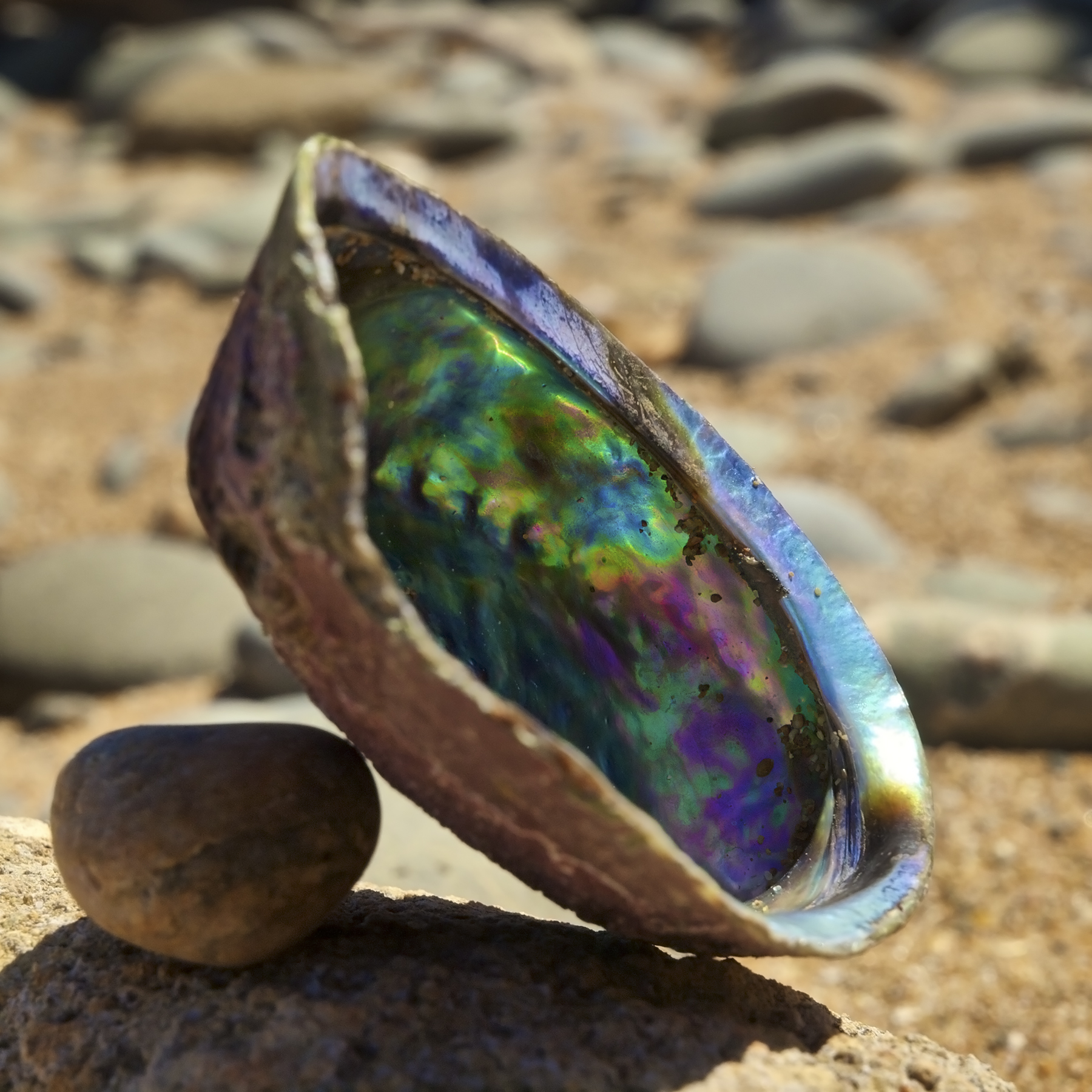